# الدلب (صيدا)
الدلب  هي إحدى القرى اللبنانية من قرى قضاء صيدا في محافظة الجنوب.